# Who Am I (album B1A4)
Who Am I – drugi album studyjny południowokoreańskiej grupy B1A4, wydany 13 stycznia 2014 roku przez wytwórnię WM Entertainment. Płytę promował singel „Lonely” (kor. 없구나). Sprzedał się w nakładzie 126 561 egzemplarzy w Korei Południowej (stan na grudzień 2014 r.).
Japońska wersja płyty ukazała się 18 czerwca 2014 roku, została wydana przez Pony Canyon. Zajęła 88. miejsce listy Oricon Weekly Albums Chart.

## Lista utworów
| Nr  | Tytuł                                                         | Słowa                    | Muzyka                       | Czas |
| --- | ------------------------------------------------------------- | ------------------------ | ---------------------------- | ---- |
| 1.  | "Prologue" (Intro)                                            |                          | Jinyoung, Good Guy           | 1:07 |
| 2.  | "Lonely" (kor. 없구나 Eopsguna)                               | Jinyoung, Baro           | Jinyoung, Perfume            | 4:05 |
| 3.  | "Love Then" (kor. 사랑 그땐 Sarang Geuttaen) (feat. Harim)    | Jinyoung, Baro           | Jinyoung, Good Guy           | 3:40 |
| 4.  | "Amazing"                                                     | CNU, Baro                | Price, Timothy James         | 3:55 |
| 5.  | "Baby"                                                        | Jinyoung, Baro           | Jinyoung, Good Guy           | 3:56 |
| 6.  | "Oh My God"                                                   | Park Kang-il             | Park Kang-il, Park Shin-won  | 3:35 |
| 7.  | "Too Much" (kor. 벅차 Beokcha) (Sandeul + Gongchan)           | Noh Joo-hwan, C-NO       | Noh Joo-hwan, C-NO           | 4:06 |
| 8.  | "Pretty" (kor. 예뻐 Yeppeo)                                   | Jinyoung, Baro, CNU      | Jinyoung, Good Guy           | 3:18 |
| 9.  | "Who Am I"                                                    | Jinyoung, Baro, Good Guy | Jinyoung, Good Guy           | 3:14 |
| 10. | "Feel the Music" (kor. 음악에 취해 Eumage Chwihae) (CNU Solo) | CNU, Go Hyung-suk        | CNU, Joo Young, Go Hyung-suk | 3:52 |
| 11. | "Road" (kor. 길 Gil)                                          | Baro, Lee Gi, Yong Bae   | Lee Gi, Yong Bae             | 3:42 |
| 12. | "Seoul"                                                       | CNU, Baro                | CNU, Go Hyung-suk            | 3:47 |

## Notowania
| Lista                   | Pozycja |
| ----------------------- | ------- |
| Gaon Weekly Album Chart | 1       |
| Gaon Yearly Album Chart | 10      |
| Five Music (Tajwan)     | 3       |